# Johan Lorentz der Ältere
Johan Lorentz der Ältere (* um 1580 in Grimma; begraben 18. Juni 1650 im Dom zu Helsingør) war ein deutscher Orgelbauer, der in Dänemark wirkte.

## Leben und Werk
Lorentz erhielt seine Ausbildung bei Nikolaus Maaß in Stralsund. Als dieser 1602 nach Kopenhagen zog, ging auch sein Schüler mit. Bereits zwei Jahre später wurden Lorentz und sein Bruder Balthasar nach Flensburg gesandt, um an der dortigen Orgel der St. Nikolaus-Kirche zu arbeiten. Zwischen 1604 und 1609 wirkten Johan und Balthasar Lorentz als Maaß’ Gesellen.
1609 ließ Johan Lorentz sich in Flensburg nieder und erhielt ein Jahr später auch das Privileg, Orgeln zu bauen. Da sein ehemaliger Lehrherr Nicolaus Maaß bereits 1615 starb, wurde Lorentz von König Christian IV. von Dänemark gebeten, Maaß’ Arbeiten in der Kapelle auf Schloss Frederiksborg zu vollenden. Lorentz übernahm als Meistergeselle von Maaß dessen Amt als Hoforgelbauer und vollendete den Orgelneubau auf Rechnung der Witwe von Maaß. Er siedelte deshalb nach Kopenhagen über und betrieb seine Werkstatt dort. Lorentz stand über Jahrzehnte mit der Familie von Dieterich Buxtehude in Kontakt.
Nach seinem Tod im Jahr 1650 führte sein Meistergeselle Gregor Mülisch die begonnenen Arbeiten im Dom zu Roskilde bis 1655 zu Ende. Johan Lorentz’ Sohn gleichen Namens wurde als Komponist bekannt.

## Werkliste
| Jahr                 | Ort                           | Kirche                                            | Bild                                | Manuale | Register             | Anmerkungen |
| -------------------- | ----------------------------- | ------------------------------------------------- | ----------------------------------- | ------- | -------------------- | --- |
| 1619                 | Kristianstad (heute Schweden) | Dreifaltigkeitskirche                             | 1630 organ case with original pipes | II/P    | 28                   | Neubau, der der Orgel in Frederiksborg völlig gleichen sollte |
| 1621/1624            | Kopenhagen                    | Dom, Frauenkirche (Vor Frue Kirke)                |                                     |         |                      | Verbesserung oder Renovierung der alten Orgel. Lorentz wird für diese Arbeit vermutet |
| 1624                 | Kopenhagen                    | Königlicher Hof                                   |                                     |         |                      | Ein kleines Clavichord, das von den Söhnen Königs Christian IV., Frederik und Ulrik, gebraucht werden sollte |
| 1624–1625            | Helsingør                     | Sct. Olai Kirke, Dom zu Helsingør                 |                                     |         |                      | Renovierung und „Verbesserung“ der Orgel (1570) von Hans Brebos (Kopenhagen) |
| 1625–1626            | Odense                        | St. Knud Dom                                      |                                     | II/P    | 22                   | Umsetzung, Aufstellung, Renovierung und Umbau eines gebrauchten Instruments aus Kopenhagen, einem Neubau gleichkommend; unter Wiederverwendung von Pfeifen 1752–1756 durch eine neue Orgel von Amdi Worm (Engum) ersetzt; nicht erhalten (1862 durch eine neue Orgel von Marcussen ersetzt) |
| 1627                 | Sorø                          | Kloster Sorø, Klosterkirche                       |                                     |         |                      | Völlige Erneuerung einer älteren Orgel (1567 oder älter), vermutlich durch Lorentz. Das Rückpositiv-Gehäuse von 1628 ist im Neubau von 1773–74 erhalten |
| 1631–1632            | Kopenhagen                    | Königliches Schloss Rosenborg                     |                                     |         |                      | „Instrumente“: besaitete Tasteninstrumente: Spinett, Virginal |
| 1634                 | Nykøbing Falster              | Schloss Nykøbing                                  |                                     |         |                      | Ein Kontrakt über eine Orgel für den Kronprinzen Christian wurde 1634 abgeschlossen. Über das Instrument ist nichts weiter bekannt. |
| um 1635 (verm.)      | Kopenhagen                    | Sankt Nicolai Kirke (heute Kunsthallen Nikolaj)   |                                     | III/P   | 40                   | Neubau einer Orgel; nicht erhalten. Registerzahl: Hauptwerk 12, Brustwerk 8, Rückpositiv 12, Pedal 8 |
| 1635                 | Odense                        | Sankt Hans Kirke                                  |                                     | II/P    | 16 (1719); 15 (1826) | Johan Lorentz kann als Erbauer der Orgel vermutet werden. 1841 übernahm P. U. F. Demant ältere Teile (Pfeifen, Windlade u. a.) in einem Neubau in neugotischem Gehäuse. 1905 gingen die Reste der alten Orgel in einem Neubau von Emil Nielsen (Århus) unter. |
| 1635–1636 (vor 1638) | Helsingør                     | Marienkirche                                      |                                     | II/P    | 24                   | Mehrfach umgebaut u. a. 1662 u. 1663 von Hans Christoph Fritzsche in der Zeit als Dieterich Buxtehude dort als Organist tätig war; Gehäuse und 27 Prospektpfeifen in einem rekonstruktiven Neubau (1997) von Marcussen & Søn erhalten. |
| 1636                 | Kopenhagen                    | Königliches Schloss Christiansborg, Schlosskirche |                                     | I       | 6 (ca.)              | Neubau einer kleinen Orgel für 300 dän. Reichstaler; 1726 an die Kirche Fredensborg abgegeben, dort wohl erweitert (1832: 10 Register); nicht erhalten |
| 1636–1639            | Helsingør                     | Schloss Kronborg, Schlosskirche                   |                                     |         |                      | Die Lorentz-Orgel ersetzte den Neubau einer wohl kleinen Orgel (1582) von Hans Brebos (Kopenhagen), und ihr Prospekt entstand nach einer Zeichnung, die Lorentz 1636 präsentiert wurde. Er ist in der Marcussen & Reuter-Orgel (1843, rest. 2002) erhalten. |
| 1639 oder vorher     | Kopenhagen                    | St.-Petri-Kirche (deutschsprachige Kirche)        |                                     |         |                      | Neubau einer Orgel |
| 1640                 | Kopenhagen                    | Königliches Schloss Christiansborg, Schlosskirche |                                     |         |                      | Neubau eines Positivs für 300 dän. Reichstaler; möglicherweise 1641 nach Glückstadt versendet; nicht erhalten |
| 1640                 | Kopenhagen                    | Vor Frelsers Kirke (Erlöserkirche)                |                                     |         |                      | Neubau eines kleinen Positivs |
| 1640–1641            | Haderslev                     | Schloss Hansborg (Haderslevhus)                   |                                     |         |                      | Die Orgel war bemalt und vergoldet und ersetzte ein älteres Werk (1588; 1608) von Hans Brebos (Kopenhagen) bzw. Nicolaus Maas |
| 1641                 | Helsingborg                   | Sankt-Marien-Kirche                               |                                     | II/P    | 24                   | Orgelneubau unter Verwendung von Teilen der wohl von Hans Brebos um 1580 gebauten Orgel; mehrfach umgebaut; 1849 in der Kirche von Torrlösa, Schweden, aufgestellt; 1961/1962 durch Frobenius Orgelbyggeri restauriert und um ein Rückpositiv in zeitgenössischer Kastenbauweise ergänzt. |
| 1646                 | Kopenhagen                    | Holmens Kirke                                     |                                     |         |                      | Aufstellung eines wohl kleinen Instruments; nicht erhalten |
| 1648                 | Nakskov                       | St.-Nikolai-Kirche                                |                                     |         |                      | Prospekt (1648) und Pfeifen aus späterer Zeit (1856, P. M. Gudme) in neuer Orgel (1968) Poul Gerhard Andersens erhalten. |
| 1650                 | Roskilde                      | Dom zu Roskilde                                   |                                     | III/P   | 33                   | 1554 Neubau von Hermann Raphael Rodensteen-Pock. 1611 Arbeiten an der Orgel (möglicherweise Nikolaus Maaß). Tiefgreifender Umbau 1650 begonnen von Johann Lorentz; nach dessen Tod vollendet von Gregor Mülisch und Peter Karstensen Botz (?) unter Verwendung älterer Teile; um 1691 Arbeiten der Gebrüder Botzen (?). Restaurierung 1991 Marcussen & Søn: Rekonstruktion auf Zustand von 1654/1655. Erhalten: Gehäuse (Hauptwerk 1654, Rückpositiv 1554), Rückpositiv-Windlade 1554, etliche Register von 1554, 1611, 1654 und ca. 1691. |